# Roger Piel
Roger Piel (París, 28 de juny de 1921 - Ídem, 17 d'agost de 2002) va ser un ciclista francès que fou professional entre 1944 i 1952. Va combinar la carretera amb el ciclisme en pista, concretament amb la persecució.

## Palmarès en carretera
- 1944
  - 1r al Critèrium Nacional de la Ruta
- 1951
  - Vencedor d'una etapa del Circuit de la Côte d'Or

### Resultats al Tour de França
- 1951. Abandona (9a etapa)

## Palmarès en pista
- 1946
  -  Campió de França en persecució
- 1949
  -  Campió de França en persecució
- 1950
  -  Campió de França en persecució